# Edward Barsegjan
Edward Barsegjan (15 de julio de 1980) es un deportista polaco que compitió en lucha grecorromana. Ganó una medalla de plata en el Campeonato Europeo de Lucha de 2009, en la categoría de 60 kg.

## Palmarés internacional
| Campeonato Europeo | Campeonato Europeo | Campeonato Europeo | Campeonato Europeo |
| Año                | Lugar              | Medalla            | Categoría          |
| ------------------ | ------------------ | ------------------ | ------------------ |
| 2009               | Vilna (Lituania)   | Medalla de plata   | 60 kg              |